# Michael A. Stackpole
Michael A. Stackpole (n. 27 noiembrie 1957, Wausau, Wisconsin, SUA) este un scriitor american de literatură științifico-fantastică și de fantezie. Este cel mai bine cunoscut pentru cărțile sale care aparțin universurilor fictive BattleTech și Războiul stelelor.

## Biografie
Michael A. Stackpole s-a născut la Wausau, Wisconsin, dar a crescut în Vermont. Tatăl său este pediatru, iar mama sa a lăsat ocupația de profesor pentru cea de politicia. El are un frate, Patrick, care a urmat cariera militară și o soră, Kerin, care a devenit avocat.
Stackpole a absolvit în 1975 Rice Memorial High School și a urmat apoi cursurile Universității din Vermont, unde și-a lua licența în istorie în 1979. După absolvire a plecat în Arizona, unde trăiește și astăzi.

### Cariera de game designer
În 1977, Stackpole a vândut primul său proiect de joc celor de la Flying Buffalo Inc., a cărui acțiune se petrece în universul jocului Tunnels & Trolls. Jocul a fost lansat în 1978 ca City of Terrors. După ce s-a mutat în Arizona, Stackpole a scris buletine informative despre industria jocurilor și recenzii în revista celor de la Flying Buffalo Sorcerer's Apprentice. Între 1980-1981 a lucrat pentru Coleco, după o întâlnire avută cu Rick Loomis și președintele companiei la o convenție de jocuri și pinball. Stackpole a proiectat jocul de rol Mercenaries, Spies and Private Eyes, pe care Flying Buffalo l-a lansat în 1983. În 1985 Flying Buffalo s-a mutat în Scottsdale, Arizona, mișcare în urma căreia Stackpole a părăsit compania. Împreună cu Ken St. Andre și Liz Danforth a realizat jocul Wasteland, lansat de cei de la Interplay în 1988.
Ca răspuns la acuzațiile aduse de Patricia Pulling (printre alții), care era de părere că elementele „oculte” din Dungeons & Dragons împingeau oamenii spre suicid, Stackpole a început să apere jocul și comunitatea RPG (Role-playing games). El a publicat unul dintre primele sale articole legate de dezinformarea media în numărul 14 din primăvara anului 1982 al revistei Sorcerer's Apprentice, sub titlul "Jocuri diavolești? Nonsens!", și a participat la o dezbatere radiofonică cu Directorul Regiunii de Vest a organizației BADD a lui Pulling pe 14 iulie 1987. Stackpole a comparat statisticile celor de la BADD despre incidența suicidului în rândul jucătorilor de RPG cu rata generală a suicidului în rândul tinerilor și a descoperit că numărul jucătorilor de RPG care s-au sinucis a fost mai mic decât al celor care nu jucau. El și-a publicat concluziile într-un articol intitulat "Adevărul despre jocurile de rol" în cartea Santanism in America (1989). În 1990 a mai publicat și "The Pulling Report", document care a discreditat și mai mult campania lansată de Pulling împotriva jocurilor de rol.
Printre proiectele realizate în anii '80 pentru Interplay s-au numărat și Bard's Tale III, Star Trek: 25th Anniversary și Star Trek: Judgment Rites. El a mai scris și câteva scenarii pentru jocul Tunnels & Trolls, printre care se numără "Dargon's Dungeon", "Overkill" și "Sewers of Oblivion".
Stackpole a acceptat cererea celor de la Decipher de a-și împrumuta imaginea lui Corran Horn, personaj din suplimentul "Reflections 2" la Star Wars Customizable Card Game. Scriitorul Timothy Zahn a făcut același lucru pentru personajul Talon Karrde. Stackpole a mai colaborat cu Decipher și pentru a-i ajuta să creioneze cadrul poveștii din WARS TCG.

### Cariera scriitoricească
În 1986, Stackpole a scris primul său roman, o poveste fantasy intitulată Talion: Revenant. Manuscrisul n-a fost publicat decât peste mai bine de un deceniu de către Bantam Books, deoarece editorii au considerat că o carte de 175.000 de cuvinte este prea mare pentru un autor necunoscut.
Primele romane publicate de Stackpole au fost cele din trilogia Warrior a universului BattleTech, apărute între 1988-1989. Trilogia "Blood of Kerensky" (1989-1991) a reprezentat ultima apariție la editura FASA, iar acțiunea desenului animat BattleTech (1994) se petrece în timpul evenimentelor relatate în trilogie. Stackpole a mai scris o trilogie publicată în 1992, care are la bază jocul de rol Dark Conspiracy al celor de la Game Designers' Workshop.
Stackpole a devenit faimos prin intermediul operelor care continuau aventurile unor personaje din universuri create de alți autori. După succesul înregistrat de romanele din universul BattleTech (dintre care unele au stat la baza unor seriale de animație pentru televiziune), Stackpole a fost ales de Bantam Books să scrie câteva romane în universul Războiul stelelor. De asemenea, a scris și câteva scenarii de benzi desenate pentru Dark Horse Comics, tot în cadrul universului Războiul stelelor.
Pe lângă asta, el a mai scris câteva romane și povestiri originale, una dintre cele mai recente serii fiind DragonCrown War. Cărțile ei vor să distrugă convențiile genului fantasy, mergând până acolo încât introduc arme de foc într-un asemenea cadru.
Stackpole a contribuit cu o povestire la antologia tematică Forever After a lui Roger Zelazny, publicată de Baen Books în 1995. El a contribuit și la antologia din 1998 Lord of the Fantastic, apărută în onoarea lui Zelazny.
Trilogia Marile descoperiri reprezintă ultima serie finalizată de Stackpole, acțiunea ei petrecându-se într-o lume fantastică în care se încearcă o abordare neconvențională a magiei.
The Crown Colonies este o nouă trilogie originală care re-imaginează evenimentele războiului de independență american. Prima carte, At The Queen's Command, a apărut în noiembrie 2010, următoarea în 2011, iar cea de-a treia ar fi trebuit să apară în 2012, dar se află încă în lucru.
La convenția New York Comic din 2012 a fost dezvăluit faptul că Blizzard Entertainment l-a abordat pe Stackpole pentru a scrie un roman în seria lor bazată pe popularul joc de rol cu multiplayer online în masă World of Warcraft. Romanul, intitulat Vol’jin: Shadows of the Horde, a apărut în 2013.

## The Secrets

### Buletin informativ
Michael Stackpole are un buletin informativ online intitulat The Secrets, care prezintă diferite trucuri și sfaturi legate de scrierea ficțiunilor, punând accentul pe, dar fără a se limita la, science fiction și fantasy. Publicul țintă îl constituie scriitorii aspiranți de ficțiune, dar și alte tipuri de scriitori, buletinele informative prezentând și informații despre pașii de urmat pentru a publica o carte.
Subiectele abordate în buletinele informative acoperă o gamă largă, de la blocajul scriitoricesc până la modul în care se construiește o lume, atingând chiar și problema transformării scrisului în profesie.
Numerele din The Secrets apar din două în două săptămâni, iar accesarea lor necesită completarea unui formular de înscriere.

### Podcasting
The Secrets Newsletter are și o versiune audio, The Secrets Podcast. Primele zece ediții au avut la bază materiale din primele zece numele ale buletinelor informative The Secrets. Ulterior, conținutul ediției podcast a diferit de cel din buletinele informative. Episoadele versiunii audio au douăzeci și cinci de minute și sunt produse și citite de Stackpole. Ele pot fi descărcate fără o înscriere prealabilă, dar episoadele mai vechi au fost retrase și nu mai sunt disponibile în arhiva principală.
Stackpole este și una dintre gazdele spectacolului The Dragon Page Cover to Cover, care se ocupă cu interviuri și recenzii de carte din domeniul SF&F, cealaltă fiind Michael R. Mennenga.

### Scepticism
Stackpole a fost director executiv la Phoenix Skeptics din 1988 și apare în lista de contacte a grupului în revista Skeptical Inquirer.

### Asteroid
Un asteroid din centura exterioară descoperit pe 23 martie 2001 de David B. Healy a fost numit 165612 Stackpole.

## Romane

### DragonCrown War
Publicate de Bantam Books.
- 2000 - The Dark Glory War
- 2001 - Fortress Draconis
- 2002 - When Dragons Rage
- 2003 - The Grand Crusade

### SeriaMarile descoperiri
Publicate de Bantam Books.
- 2005 - A Secret Atlas

ro. Atlasul secret - editura Nemira, 2008
- 2006 - Cartomancy

ro. Hărțile prevestitoare - editura Nemira, 2009
- 2007 The New World

ro. Lumea nouă - editura Nemira, 2013

### The Crown Colonies
Publicate de Night Shade Books.
- 2010 - At The Queen's Command
- 2011 - Of Limited Loyalty [12]

### Homeland Security Services
- 2011 - Perfectly Invisible

### World of Warcraft
- 2013 - Vol'jin: Shadows of the Horde

### BattleTech
Romanele acestei serii au fost publicate de FASA Corporation până în 1991. În acel an, ea a fost preluată de Penguin Group/Roc Books, care a continuat-o și a reeditat romanele precedente. Ultimul roman din seria clasică BattleTech a apărut în 2002; în același an a apărut primul roman din perioada Dark Age (aproximativ la 100 de ani după perioada clasică).
Trilogia Warrior
- 1988 - Warrior: En Garde
- 1988 - Warrior: Riposte
- 1989 - Warrior: Coupé

Trilogia Blood of Kerensky
- 1989 - Lethal Heritage
- 1990 - Blood Legacy
- 1991 - Lost Destiny

Alte romane bazate pe seria BattleTech
- 1992 - Natural Selection
- 1993 - Assumption of Risk
- 1994 - Bred For War
- 1996 - Malicious Intent
- 1997 - Grave Covenant
- 1998 - Prince of Havoc

Mechwarrior - perioada Dark Age
- 2002 - Ghost War
- 2007 - Masters of War

### Războiul stelelor
Publicate de Bantam Books și, începând cu anul 2000, de Del Rey Books.
- 1996 - X-Wing: Rogue Squadron
- 1996 - X-Wing: Wedge's Gamble
- 1996 - X-Wing: The Krytos Trap
- 1997 - X-Wing: The Bacta War
- 1998 - I, Jedi
- 1999 - X-Wing: Isard's Revenge
- 2000 - The New Jedi Order - Dark Tide I: Onslaught
- 2000 - The New Jedi Order - Dark Tide II: Ruin

### Dark Conspiracy
Publicate de GDW.
- 1991 - A Gathering Evil
- 1991 - Evil Ascendin
- 1992 - Evil Triumphant

### Alte romane
- 1994 - Once a Hero (Bantam Books)
- 1994 - Dementia (Roc/Target)
- 1997 - Talion: Revenant (Bantam Books)

ro. Talion: Revenantul - editura Trei, 2014
- 1997 - A Hero Born (HarperPrism)
- 1998 - An Enemy Reborn (HarperPrism)
- 1998 - Wolf and Raven (Roc/FASA)
- 1998 - Eyes of Silver (Bantam Books)
- 2010 - In Hero Years I'm Dead (Stormwolf.com)
- 2011 - Conan the Barbarian (Berkley Books)

### Alte publicații
- 1989 - Game Hysteria and the Truth Arhivat în 30 iunie 2007, la Wayback Machine.
- 1990 - The Pulling Report
- 1991 - (cu Loren K. Wiseman) Questions and Answers about Role Playing Games Game Manufacturers Association (GAMA)
- 1994 - GAMA News, Model Retailer, martie, 98-99
- 2010 - Steampunk'd (editat de Jean Rabe și Martin H. Greenberg), 'Chance Corrigan and the Tick Tock King of the Nile'